# 1530
Il 1530 (MDXXX in numeri romani) è un anno  del XVI secolo.

## Eventi
- 17 febbraio – A Firenze, sotto assedio, si gioca la famosa partita di Calcio storico, detta "Partita dell'Assedio".
- 24 febbraio – Carlo V viene incoronato imperatore dal Papa a Bologna.
- 24 marzo – Carlo V cede la sovranità delle isole dell'arcipelago maltese ai cavalieri dell'Ordine di San Giovanni.
- 25 marzo - Carlo V nomina Federico II Gonzaga Duca di Mantova
- giugno - novembre – Dieta di Augusta convocata da Carlo V.
- 4 luglio – Francesco I, re di Francia, sposa Eleonora d'Asburgo, sorella di Carlo V e vedova di Manuele I del Portogallo.
- 3 agosto – Battaglia di Gavinana: Durante l'Assedio di Firenze, le truppe imperiali sconfiggono i Fiorentini.
- 12 agosto – L'esercito di Carlo V, dopo dieci mesi di assedio, conquista Firenze. Termina il regime repubblicano.

## Nati

### Gennaio
- 5 gennaio - Gaspare de Bono, presbitero spagnolo († 1604)
- 20 gennaio - Valentin Forster, giurista tedesco († 1608)
- 31 gennaio - Ōtomo Sōrin, militare giapponese († 1587)

### Febbraio
- 17 febbraio - Luigi III di Löwenstein-Wertheim, conte († 1611)
- 18 febbraio - Uesugi Kenshin, militare giapponese († 1578)
- 23 febbraio - Onofrio Panvinio, storico italiano († 1568)

### Marzo
- 11 marzo - Giovanni Guglielmo di Sassonia-Weimar, duca tedesco († 1573)
- 24 marzo - Ryūzōji Takanobu, militare giapponese († 1584)

### Maggio
- 5 maggio - Gabriele I di Montgomery, militare francese († 1574)
- 7 maggio - Luigi I di Borbone-Condé, generale francese († 1569)
- 22 maggio - Georg von Kuenburg, arcivescovo cattolico austriaco († 1587)

### Giugno
- 20 giugno - Francesco Ottone di Brunswick-Lüneburg, nobile tedesco († 1559)

### Luglio
- 3 luglio - Claude Fauchet, storico francese († 1602)
- 9 luglio - Vratislav von Pernstein, politico ceco († 1582)

### Agosto
- 1º agosto - Daniele di Waldeck, militare tedesco († 1577)
- 1º agosto - Marco Antonio Pellegrini, avvocato e giurista italiano († 1616)
- 2 agosto - Teotonio di Braganza, arcivescovo cattolico portoghese († 1602)
- 11 agosto - Ranuccio Farnese, cardinale italiano († 1565)
- 14 agosto - Giovanni Battista Benedetti, matematico italiano († 1590)
- 25 agosto - Ivan IV di Russia,  russo († 1584)

### Settembre
- 30 settembre - Girolamo Mercuriale, medico e filosofo italiano († 1606)

### Ottobre
- 30 ottobre - Charles d'Angennes de Rambouillet, cardinale e vescovo cattolico francese († 1587)

### Novembre
- 1º novembre - Étienne de La Boétie, filosofo, scrittore e politico francese († 1563)
- 6 novembre - Josias Simmler, teologo e umanista svizzero († 1576)

### Dicembre
- 1º dicembre - Bernardino Realino, gesuita italiano († 1616)

### Senza giorno specificato
- Ermogene, monaco cristiano, arcivescovo ortodosso e santo russo († 1612)
- Petrus van der Aa, giurista belga († 1594)
- Pedro Simón Abril, umanista spagnolo († 1595)
- Michele Alberti, pittore italiano
- Baltasar de Alcázar, poeta spagnolo († 1606)
- Vincenzo degli Alessandri, viaggiatore e diplomatico italiano
- Edmund Anderson, giurista inglese († 1605)
- Giulio Cesare Aranzio, medico e anatomista italiano († 1589)
- Vincenza Armani, attrice teatrale, poetessa e cantante lirica italiana († 1568)
- Giovanni Battista Armenini, scrittore e pittore italiano († 1609)
- Sigismondo Arquer, giurista e letterato spagnolo († 1571)
- Carlo Baldini, arcivescovo cattolico e teologo italiano († 1598)
- Kristóf Báthory, nobile rumeno († 1581)
- François de Belleforest, scrittore e traduttore francese († 1583)
- Lorenzo Bernal del Mercado, militare spagnolo († 1593)
- Diogo Bernardes, poeta portoghese († 1605)
- Martín de Bertendona, ammiraglio spagnolo († 1604)
- Joachim Beuckelaer, pittore fiammingo († 1575)
- Giovanni Francesco Bezzi, pittore italiano († 1571)
- Savino de Bobali, poeta italiano († 1585)
- Leonardo Botallo, anatomista, medico e chirurgo italiano
- Benedetto Bresca, marinaio italiano († 1603)
- Domenico Cafaggi, scultore italiano († 1608)
- Lazzaro Calamech, pittore e scultore italiano
- Francesco Camilliani, scultore e architetto italiano († 1576)
- Angelo Cesi, vescovo cattolico italiano († 1606)
- Humphrey Cole, artigiano inglese († 1591)
- Giovanni Battista Collepietra, architetto e ingegnere italiano († 1604)
- Bernardino Contin, scultore e architetto svizzero († 1596)
- Cornelis Cort, pittore e incisore olandese († 1578)
- Valerio Corte, pittore, mercenario e alchimista italiano († 1580)
- Vincenzo Danti, scultore italiano († 1576)
- Gerhard Dorn, filosofo, traduttore e fisico belga († 1584)
- Ambrose Dudley, III conte di Warwick, generale inglese († 1590)
- Giovanni Battista Eliano, gesuita, teologo e orientalista italiano († 1589)
- Giovanni Antonio Fasolo, pittore italiano († 1572)
- Giovanni Battista Fiammeri, pittore, presbitero e scultore italiano († 1606)
- Giambattista Fornovo, architetto italiano († 1585)
- Simone Genga, architetto italiano († 1596)
- Diego Girón, letterato spagnolo († 1590)
- Sigismondo II Gonzaga, condottiero italiano († 1567)
- Luca Grimaldi De Castro, doge († 1611)
- Stefano Guazzo, scrittore e diplomatico italiano († 1593)
- Santi Gucci, scultore e architetto italiano († 1600)
- Richard Hakluyt, geografo, traduttore e scrittore inglese († 1616)
- Thomas Hoby, diplomatico e traduttore inglese († 1566)
- Silvestro Invrea, doge († 1607)
- Kikkawa Motoharu, militare giapponese († 1586)
- Jan Kochanowski, scrittore polacco († 1584)
- Joseph Boniface de La Môle,  francese († 1574)
- Ralph Lane, esploratore britannico († 1603)
- Charlotte de Laval, nobildonna francese († 1568)
- Aurelio Luini, pittore italiano († 1593)
- Ruy López de Segura, scacchista e monaco cristiano spagnolo († 1580)
- Juan López de Velasco, storico e cosmografo spagnolo († 1598)
- Giacomo Malatesta, condottiero italiano († 1600)
- Pedro Malón de Chaide, scrittore e teologo spagnolo († 1589)
- Alessandro Martucci, pittore italiano († 1598)
- João de Mendonça Furtado, militare portoghese († 1578)
- Tomás de Mercado, teologo e economista spagnolo († 1575)
- Girolamo Mirola, pittore italiano († 1570)
- François de Montmorency, nobile e militare francese († 1579)
- Battista Negrone, doge († 1592)
- Jean Nicot, diplomatico e lessicografo francese († 1600)
- Pedro Juan Perpiñá, gesuita spagnolo († 1566)
- Jöran Persson, politico svedese († 1568)
- Gaspar Gil Polo, poeta e romanziere spagnolo († 1591)
- Tommaso Porcacchi, umanista, geografo e traduttore italiano († 1576)
- Rocco Rodio, compositore e teorico musicale italiano († 1607)
- Giovanni Domenico Roncalli, mercante e politico italiano († 1562)
- Giulio Rubone, pittore italiano († 1590)
- Carlo Ruini, politico, anatomista e naturalista italiano († 1598)
- Manuel de Sá, biblista e gesuita portoghese († 1596)
- Eugenio de Salazar, scrittore e esploratore spagnolo († 1602)
- Nicholas Sanders, religioso e teologo britannico († 1581)
- Alfonso I Sanvitale, nobile italiano († 1555)
- Pedro Sarmiento de Gamboa, navigatore, esploratore e astronomo spagnolo († 1590)
- Satomi Yoshihiro, militare giapponese († 1578)
- Adamo Scultori, scultore, incisore e artista italiano († 1585)
- John Whitgift, arcivescovo anglicano britannico († 1604)
- Anastasija Romanovna Zachar'ina,  russa († 1560)
- Francesco Ferdinando d'Avalos, nobile e politico italiano († 1571)
- Giberto VIII da Correggio, militare italiano († 1580)
- Juan de Escobedo, politico spagnolo († 1578)
- Juan de Herrera, architetto e matematico spagnolo († 1597)
- Álvaro I del Congo, re († 1587)
- Girolamo della Rovere, cardinale e arcivescovo cattolico italiano († 1592)
- Girolamo della Volpaia, inventore italiano († 1614)
- Serdar Ferhad Pascià, politico ottomano († 1595)
- Tiryaki Hasan Pascià, militare e politico ottomano († 1611)
- Jacob Hannibal von Ems zu Hohenems, condottiero, diplomatico e mercenario austriaco († 1587)

## Morti

### Gennaio
- 2 gennaio - Stefana Quinzani, religiosa italiana (n. 1457)
- 4 gennaio - Ludovico Barbiano da Belgioioso, condottiero italiano (n. 1488)
- 22 gennaio - Diogo Lopes de Sequeira, esploratore e ammiraglio portoghese (n. 1465)

### Febbraio
- 7 febbraio - Enrique de Cardona, cardinale e arcivescovo cattolico spagnolo (n. 1485)
- 18 febbraio - Alessandro Martinengo Colleoni, condottiero italiano

### Marzo
- 12 marzo - Søren Norby, ammiraglio danese (n. 1470)
- 24 marzo - Bona Bevilacqua, nobildonna italiana

### Aprile
- 11 aprile - Pietro de Cardona, abate e arcivescovo cattolico spagnolo
- 12 aprile - Giovanna la Beltraneja, regina (n. 1462)
- 16 aprile - Giovanni da Castrovillari, francescano italiano (n. 1480)
- 28 aprile - Niklaus Manuel, pittore, disegnatore e drammaturgo svizzero (n. 1484)

### Maggio
- 4 maggio - Nicola di Salm, nobile e condottiero tedesco (n. 1459)
- 5 maggio - Amico da Venafro, condottiero italiano
- 8 maggio - Costantino Arianiti, condottiero albanese

### Giugno
- 4 giugno - Massimiliano Sforza, duca italiano (n. 1493)
- 5 giugno - Mercurino Arborio di Gattinara, politico, umanista e cardinale italiano (n. 1465)
- 6 giugno - Bonifacio IV del Monferrato, marchese italiano (n. 1512)

### Agosto
- 3 agosto - Amico d'Arsoli, militare italiano
- 3 agosto - Francesco Ferrucci, generale italiano (n. 1489)
- 3 agosto - Filiberto di Chalon, condottiero francese (n. 1502)
- 6 agosto - Jacopo Sannazaro, poeta e umanista italiano (n. 1457)
- 10 agosto - Konstanty Ostrogski, nobile e militare polacco (n. 1460)
- 29 agosto - Mosè di Valacchia, principe

### Settembre
- 14 settembre - Quentin Massys, pittore fiammingo (n. 1466)
- 15 settembre - Maria Paleologa, principessa (n. 1508)
- 29 settembre - Andrea del Sarto, pittore italiano (n. 1486)

### Ottobre
- 10 ottobre - Thomas Grey, II marchese di Dorset, nobile inglese (n. 1477)

### Novembre
- 24 novembre - Berengario da Carpi, medico e anatomista italiano (n. 1466)
- 29 novembre - Thomas Wolsey, cardinale e arcivescovo cattolico inglese

### Dicembre
- 1º dicembre - Margherita d'Asburgo, nobile (n. 1480)
- 22 dicembre - Willibald Pirckheimer, umanista, politico e giurista tedesco (n. 1470)
- 26 dicembre - Babur, sovrano mongolo (n. 1483)
- 31 dicembre - Sigismondo I Gonzaga, condottiero italiano (n. 1499)

### Senza giorno specificato
- Alessandro I Gonzaga, nobile italiano (n. 1496)
- Angelo da Vallombrosa, abate italiano (n. 1455)
- Giorgio Aportano, umanista tedesco (n. 1495)
- Marco Basaiti, pittore italiano (n. 1470)
- Benedetto Bordone, miniatore, cartografo e geografo italiano (n. 1450)
- Anselmo Botturnio, teologo italiano (n. 1470)
- Bramantino, pittore e architetto italiano
- Antonio Dolciati, religioso italiano (n. 1476)
- William Dunbar, poeta scozzese (n. 1459)
- Pomponio Gaurico, umanista e storico dell'arte italiano
- Antonio Giordano, giurista italiano (n. 1459)
- Ettore Giovenale, condottiero italiano
- Mariano Graziadei, pittore italiano
- Isabella Maria della Passione, religiosa italiana
- Kanō Masanobu, pittore giapponese (n. 1434)
- Liberale da Verona, pittore e miniatore italiano
- Bartolomeo Masi, scrittore italiano (n. 1480)
- Abraham Minz, rabbino italiano
- Giovanni Francesco Mormando, architetto e organaro italiano (n. 1449)
- Ferahşad Hatun, ottomana
- Laura Orsini, nobildonna italiana (n. 1492)
- Mahmud Shah di Pahang, sovrano malese
- Jean Perréal, pittore e architetto francese
- Pietro di Borbone-Busset, nobile francese (n. 1464)
- Girolamo Pompei, condottiero italiano
- Camillo Querno, poeta italiano
- Carlo Ruini, giurista italiano (n. 1456)
- Antonio Solario, pittore italiano
- Vincenzo Tamagni, pittore italiano (n. 1492)
- Tangaxuan II, sovrano
- Giovanni Angelo Testagrossa, liutista e cantante italiano (n. 1470)
- Erik Trolle, svedese
- Giulio Vitelli, vescovo cattolico e condottiero italiano (n. 1458)
- Estienne de La Roche, matematico francese (n. 1470)
- Sigismondo II de Luna, nobile e militare italiano
- Properzia de' Rossi, scultrice italiana
- Michele da Montopoli, politico e condottiero italiano
- Giorgio di Pietrapiana, mercenario e militare austriaco
- Leonhard von Völs, politico e militare austriaco

## Calendario
| Calendario 1530 | Calendario 1530 | Calendario 1530 | Calendario 1530 | Calendario 1530 | Calendario 1530 | Calendario 1530 | Calendario 1530 | Calendario 1530 | Calendario 1530 | Calendario 1530 | Calendario 1530 | Calendario 1530 | Calendario 1530 | Calendario 1530 | Calendario 1530 | Calendario 1530 | Calendario 1530 | Calendario 1530 | Calendario 1530 | Calendario 1530 | Calendario 1530 | Calendario 1530 | Calendario 1530 | Calendario 1530 | Calendario 1530 | Calendario 1530 | Calendario 1530 | Calendario 1530 | Calendario 1530 | Calendario 1530 | Calendario 1530 | Calendario 1530 |
| --------------- | --------------- | --------------- | --------------- | --------------- | --------------- | --------------- | --------------- | --------------- | --------------- | --------------- | --------------- | --------------- | --------------- | --------------- | --------------- | --------------- | --------------- | --------------- | --------------- | --------------- | --------------- | --------------- | --------------- | --------------- | --------------- | --------------- | --------------- | --------------- | --------------- | --------------- | --------------- | --------------- |
|                 | 1               | 2               | 3               | 4               | 5               | 6               | 7               | 8               | 9               | 10              | 11              | 12              | 13              | 14              | 15              | 16              | 17              | 18              | 19              | 20              | 21              | 22              | 23              | 24              | 25              | 26              | 27              | 28              | 29              | 30              | 31              |                 |
| Gennaio         | Sa              | Do              | Lu              | Ma              | Me              | Gi              | Ve              | Sa              | Do              | Lu              | Ma              | Me              | Gi              | Ve              | Sa              | Do              | Lu              | Ma              | Me              | Gi              | Ve              | Sa              | Do              | Lu              | Ma              | Me              | Gi              | Ve              | Sa              | Do              | Lu              |                 |
| Febbraio        | Ma              | Me              | Gi              | Ve              | Sa              | Do              | Lu              | Ma              | Me              | Gi              | Ve              | Sa              | Do              | Lu              | Ma              | Me              | Gi              | Ve              | Sa              | Do              | Lu              | Ma              | Me              | Gi              | Ve              | Sa              | Do              | Lu              |                 |                 |                 |                 |
| Marzo           | Ma              | Me              | Gi              | Ve              | Sa              | Do              | Lu              | Ma              | Me              | Gi              | Ve              | Sa              | Do              | Lu              | Ma              | Me              | Gi              | Ve              | Sa              | Do              | Lu              | Ma              | Me              | Gi              | Ve              | Sa              | Do              | Lu              | Ma              | Me              | Gi              |                 |
| Aprile          | Ve              | Sa              | Do              | Lu              | Ma              | Me              | Gi              | Ve              | Sa              | Do              | Lu              | Ma              | Me              | Gi              | Ve              | Sa              | Do              | Lu              | Ma              | Me              | Gi              | Ve              | Sa              | Do              | Lu              | Ma              | Me              | Gi              | Ve              | Sa              |                 |                 |
| Maggio          | Do              | Lu              | Ma              | Me              | Gi              | Ve              | Sa              | Do              | Lu              | Ma              | Me              | Gi              | Ve              | Sa              | Do              | Lu              | Ma              | Me              | Gi              | Ve              | Sa              | Do              | Lu              | Ma              | Me              | Gi              | Ve              | Sa              | Do              | Lu              | Ma              |                 |
| Giugno          | Me              | Gi              | Ve              | Sa              | Do              | Lu              | Ma              | Me              | Gi              | Ve              | Sa              | Do              | Lu              | Ma              | Me              | Gi              | Ve              | Sa              | Do              | Lu              | Ma              | Me              | Gi              | Ve              | Sa              | Do              | Lu              | Ma              | Me              | Gi              |                 |                 |
| Luglio          | Ve              | Sa              | Do              | Lu              | Ma              | Me              | Gi              | Ve              | Sa              | Do              | Lu              | Ma              | Me              | Gi              | Ve              | Sa              | Do              | Lu              | Ma              | Me              | Gi              | Ve              | Sa              | Do              | Lu              | Ma              | Me              | Gi              | Ve              | Sa              | Do              |                 |
| Agosto          | Lu              | Ma              | Me              | Gi              | Ve              | Sa              | Do              | Lu              | Ma              | Me              | Gi              | Ve              | Sa              | Do              | Lu              | Ma              | Me              | Gi              | Ve              | Sa              | Do              | Lu              | Ma              | Me              | Gi              | Ve              | Sa              | Do              | Lu              | Ma              | Me              |                 |
| Settembre       | Gi              | Ve              | Sa              | Do              | Lu              | Ma              | Me              | Gi              | Ve              | Sa              | Do              | Lu              | Ma              | Me              | Gi              | Ve              | Sa              | Do              | Lu              | Ma              | Me              | Gi              | Ve              | Sa              | Do              | Lu              | Ma              | Me              | Gi              | Ve              |                 |                 |
| Ottobre         | Sa              | Do              | Lu              | Ma              | Me              | Gi              | Ve              | Sa              | Do              | Lu              | Ma              | Me              | Gi              | Ve              | Sa              | Do              | Lu              | Ma              | Me              | Gi              | Ve              | Sa              | Do              | Lu              | Ma              | Me              | Gi              | Ve              | Sa              | Do              | Lu              |                 |
| Novembre        | Ma              | Me              | Gi              | Ve              | Sa              | Do              | Lu              | Ma              | Me              | Gi              | Ve              | Sa              | Do              | Lu              | Ma              | Me              | Gi              | Ve              | Sa              | Do              | Lu              | Ma              | Me              | Gi              | Ve              | Sa              | Do              | Lu              | Ma              | Me              |                 |                 |
| Dicembre        | Gi              | Ve              | Sa              | Do              | Lu              | Ma              | Me              | Gi              | Ve              | Sa              | Do              | Lu              | Ma              | Me              | Gi              | Ve              | Sa              | Do              | Lu              | Ma              | Me              | Gi              | Ve              | Sa              | Do              | Lu              | Ma              | Me              | Gi              | Ve              | Sa              |                 |